# Horigome Yuto
Yuto Horigome (堀米 悠斗 Horigome Yuto, sinh ngày 9 tháng 9 năm 1994) là một cầu thủ bóng đá người Nhật Bản. Hiện tại anh thi đấu cho Albirex Niigata.

## Thống kê câu lạc bộ
Cập nhật đến ngày 23 tháng 2 năm 2018.
| Thành tích câu lạc bộ | Thành tích câu lạc bộ | Thành tích câu lạc bộ | Giải vô địch | Giải vô địch | Cúp                   | Cúp                   | Cúp Liên đoàn | Cúp Liên đoàn | Tổng cộng | Tổng cộng |
| Mùa giải              | Câu lạc bộ            | Giải vô địch          | Số trận      | Bàn thắng    | Số trận               | Bàn thắng             | Số trận       | Bàn thắng     | Số trận   | Bàn thắng |
| Nhật Bản              | Nhật Bản              | Nhật Bản              | Giải vô địch | Giải vô địch | Cúp Hoàng đế Nhật Bản | Cúp Hoàng đế Nhật Bản | J. League Cup | J. League Cup | Tổng cộng | Tổng cộng |
| --------------------- | --------------------- | --------------------- | ------------ | ------------ | --------------------- | --------------------- | ------------- | ------------- | --------- | --------- |
| 2013                  | Consadole Sapporo     | J2 League             | 9            | 0            | 3                     | 0                     | –             | –             | 12        | 0         |
| 2014                  | Fukushima United FC   | J3 League             | 18           | 0            | 1                     | 0                     | –             | –             | 19        | 0         |
| 2015                  | Consadole Sapporo     | J2 League             | 36           | 1            | 1                     | 0                     | –             | –             | 37        | 1         |
| 2016                  | Consadole Sapporo     | J2 League             | 33           | 0            | 2                     | 0                     | –             | –             | 35        | 0         |
| 2017                  | Albirex Niigata       | J1 League             | 24           | 0            | 1                     | 0                     | 4             | 0             | 29        | 0         |
| Tổng                  | Tổng                  | Tổng                  | 120          | 1            | 8                     | 0                     | 4             | 0             | 132       | 1         |